# Sol (marsi nap)

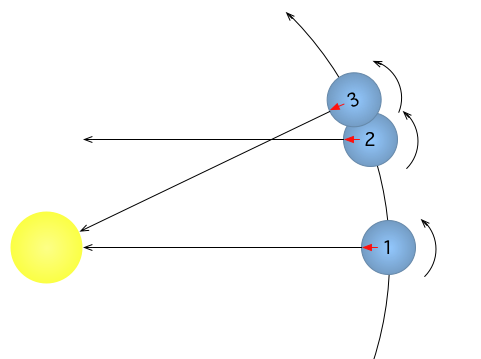
A sziderikus nap (1. és 2.) és a szoláris nap szemléltetése (1. és 3.)

A sol egy szoláris marsi nap hossza, a földi szoláris nap megfelelője a Marson, 1 sol = 1,0275 földi nappal. Másképp kifejezve (átlagosan)
 
A szoláris nap a Nap két egymás utáni delelése között eltelt idő egy adott földrajzi helyen.

## Története
A sol hivatalosan még nem elfogadott időegység. A NASA 1976-ban vezette be házi használatra, amikor az első Viking Lander szonda leszállt a Marson.

## Használata
A sol használatára azért van szükség, mert a Mars környezetében tevékenykedő űreszközök működését meghatározza a helyi idő, ugyanis a nappal és éjszaka között a ritka légkör miatt óriási hőmérséklet-különbségek adódnak (150 fok), a napelemek csak nappali fényben működnek, valamint az egyes képalkotó- és egyéb műszerek is többnyire nappali megvilágítást igényelnek. Mindezek miatt az eszközöket a helyi naplemente után kikapcsolják, és csak a nappali fényben kapcsolják vissza, a küldetéseket a helyi nappali időszakokhoz igazítják.
Általában a leszállás napját „Sol 0”-nak (=sol nulla) nevezik, és a rá következő napokat növekvő sorszámmal látják el. Az egyes küldetések napjainak sorszámozását nem igazítják össze, mindegyiket a saját napjai szerint számolják (bár már felmerült egy múltbeli időpont kinevezése, mint a marsi időszámítás kezdete, de erről még nem született döntés).

## Külső hivatkozások
- martiantime.net
- Technical Notes on Mars Solar Time as Adopted by the Mars24 Sunclock
- http://www.quadibloc.com/science/cal05.htm
- Living On Martian Time: Squyres, Science Team Leader For Mars Mission, Has Found Secret Of The 25-hour Day ScienceDaily (Dec. 23, 2003) – PASADENA, Calif.
- Martian Seasons and Solar Longitude
- https://web.archive.org/web/20040202122109/http://marsbase.net/